# El dret a la peresa
El dret a la peresa (en francès, Le Droit à la paresse) és un assaig habitualment considerat utòpic de l'autor franco-cubà Paul Lafargue, Fou el seu primer treball teòric, redactat a Anglaterra el 1880 per ser publicat al diari L'Egalité. Tres anys més tard n'aparegué una segona edició en fulletó.
En aquesta obra, Lafargue realitza una crítica marxista del sistema econòmic nascut amb el capitalisme, el desenvolupament del qual, conclou, desembocaria en una "crisi de sobreproducció", causa d'atur i misèria per a la classe treballadora. Lafargue proposa que, mitjançant la generalització de l'ús de les màquines i la reducció de la jornada laboral, s'arribi a l'estadi dels drets del benestar, que seria la culminació de la revolució social, amb una societat que pot dedicar la major part del seu temps a les ciències, l'art i la satisfacció de les necessitats humanes elementals.

## Història de la publicació
El dret a la peresa, pel seu estil irònic i el seu contingut polèmic, assolí una gran popularitat a finals del segle xix, alhora entre els partidaris i els crítics del moviment obrer europeu. Més tard es consagrà com una de les obres literàries més rellevants de França.
Després de la Revolució russa, i amb la volada que va agafar el pensament partidari del productivisme soviètic, que Lafargue critica a la seva obra, el text fou oblidat. Ara bé, després de la Segona Guerra Mundial, fou redescobert, reeditat i reivindicat per sectors molt diversos, abandonant la seva condició d'obra purament ideològica per convertir-se en patrimoni literari universal.

## El pensament de Lafargue
L'autor fa una defensa del "somni de l'abundància i el plaer, de l'alliberament de l'esclavitud del treball" servint-se de la paradoxa com a figura retòrica per explicar millor la doctrina marxista entre la classe obrera del seu temps. Escrit com una refutació de El dret al treball (Louis Blanc, 1848), en aquest llibre Lafargue hi defensa que el treball és una imposició del capitalisme, contràriament a la idea tradicional de reivindicació obrera, i el contraposa al "dret a la peresa", més proper als instints de la naturalesa humana, con els que s'aconseguiria el "dret al benestar" i la culminació de la revolució social.
Lafargue analitza les conseqüències de la "crisi de sobreproducció", que considerava inevitables en el sistema econòmic burgès, i que es manifestarien per la ruïna dels capitalistes, l'atur i la misèria dels treballadors. En un estadi previ, Lafargue considera i critica conceptes com el "sobre-consum", l'existència d'una "classe domèstica" de consumidors improductius o la creació de necessitats i mercats ficticis amb els que el sistema capitalista facilitaria la sortida dels seus productes amb una vida útil més reduïda.
Lafargue proposa reduir la jornada laboral a "tres hores com a màxim" i en canvi millorar el poder adquisitiu de la classe treballadora com a solucions a les crisis de sobreproducció periòdiques, però oposant-se a l'interès capitalista pel benefici econòmic, i apuntava com a exemple les polítiques realitzades aleshores a Anglaterra i als Estats Units en favor del maquinisme.
Ara bé, per a Lafargue, el maquinisme, és a dir, la introducció de les màquines en el sistema capitalista perquè facin la feina dels obrers, podria generalitzar l'atur i la misèria, mentre que un cop hagués triomfat la revolució, aquest mateix maquinisme representaria l'instrument bàsic per "treballar el menys possible i gaudir intel·lectualment i física tant com sigui possible".

## Influència
El dret a la peresa permeté precisar els arguments del pensament de Lafargue en contra de les tesis dels economistes teòrics del capitalisme, de manera que assolí una gran acceptació entre els marxistes i també entre els anarquistes. Més tard, amb les reedicions dels anys 1970, l'obra ha estat estudiada pels teòrics de la "societat de l'oci", que l'han considerat precursora de les seves doctrines en favor de reduir la jornada laboral i de consagrar més temps a les ciències, a les arts i a satisfer les necessitats imprescindibles.

## Crítica
Per a Pérez Ledesma, Lafargue, tot i el rigor que exhibeix en l'exposició de la seva idea central, cau sovint en l'ús de tòpics i apologies en les anàlisis que fa de les formes de vida preindustrials, que s'ajusten poc a la realitat històrica. En altres fragments de l'obra Lafargue també recorre a caracteritzacions ètniques amb les quals distingeix els diversos pobles per als que el treball és una necessitat, tot i que ell els considera lliures. Lafargue també demostra un cert menyspreu cap als treballs manuals en la mateixa línia que els filòsofs de l'època clàssica, acomodats com estaven en un sistema econòmic basat en l'esclavisme.